# Super Bowl XLII
El Super Bowl XLII fue la 42ª edición del campeonato de la National Football League de Estados Unidos. El juego se celebró en la ciudad de Glendale (Arizona) en el University of Phoenix Stadium el 3 de febrero de 2008.
La ciudad de Glendale fue la elegida para este evento sobre otras ciudades, como Nueva York y Washington D. C..
El domingo 20 de enero de 2008 se jugaron las finales de conferencia: New England Patriots derrotó a los San Diego Chargers por el título de la Conferencia Americana llegando al Super Bowl XLII. Los Green Bay Packers cayeron frente a los New York Giants en el título de la Conferencia Nacional.
Cabe destacar que los New England Patriots venían de una temporada invicta y perdieron su imbatibilidad contra los New York Giants. El partido está considerado como una de las mayores sorpresas de la historia del deporte. Los Patriots eran favoritos de 12 puntos en las apuestas.

## Desarrollo
| Cuarto           | Tiempo restante  | Equipo               | Jugada                                                                               | Duración de la jugada | Giants | Patriots |
| ---------------- | ---------------- | -------------------- | ------------------------------------------------------------------------------------ | --------------------- | ------ | -------- |
| 1                | 5:01             | New York Giants      | Field Goal (Lawrence Tynes, 32 yardas)                                               | 9:59                  | 3      | 0        |
|                  |                  |                      |                                                                                      |                       |        |          |
| 2                | 14:57            | New England Patriots | Touchdown (carrera de 1 yarda de Lawrence Maroney); punto extra es bueno             | 5:04                  | 3      | 7        |
| Descanso         | Descanso         | Descanso             | Descanso                                                                             | Descanso              | 3      | 7        |
| 4                | 11:05            | New York Giants      | Touchdown (pase de 5 yardas de Eli Manning a David Tyree); punto extra es bueno      | 3:47                  | 10     | 7        |
| 4                | 2:42             | New England Patriots | Touchdown (pase de 6 yardas de Tom Brady a Randy Moss); punto extra es bueno         | 5:12                  | 10     | 14       |
| 4                | 0:35             | New York Giants      | Touchdown (pase de 13 yardas de Eli Manning a Plaxico Burress); punto extra es bueno | 2:07                  | 17     | 14       |
| Puntuación final | Puntuación final | Puntuación final     | Puntuación final                                                                     | Puntuación final      | 17     | 14       |

## Alineaciones Iniciales
| N.Y. Giants      | Posición | Posición | New England      |
| ---------------- | -------- | -------- | ---------------- |
| OFENSIVA         |          |          |                  |
| Plaxico Burress  | WR       | WR       | Wes Welker       |
| David Diehl      | LT       | LT       | Matt Light       |
| Rich Seubert     | LG       | LG       | Logan Mankins    |
| Shaun O'Hara     | C        | C        | Dan Koppen       |
| Chris Snee       | RG       | RG       | Stephen Neal     |
| Kareem McKenzie  | RT       | RT       | Nick Kaczur      |
| Kevin Boss       | TE       | TE       | Benjamin Watson  |
| Amani Toomer     | WR       | WR       | Randy Moss       |
| Eli Manning      | QB       | QB       | Tom Brady        |
| Brandon Jacobs   | RB       | RB       | Laurence Maroney |
| Michael Matthews | TE       | TE       | Kyle Brady       |
| DEFENSIVA        |          |          |                  |
| Michael Strahan  | LE       | LE       | Ty Warren        |
| Barry Cofield    | LDT      | NT       | Vince Wilfork    |
| Fred Robbins     | RDT      | RE       | Richard Seymour  |
| Osi Umenyiora    | RE       | LOLB     | Mike Vrabel      |
| Reggie Torbor    | LOLB     | ILB      | Tedy Bruschi     |
| Antonio Pierce   | MLB      | ILB      | Junior Seau      |
| Kawika Mitchell  | ROLB     | ROLB     | Adalius Thomas   |
| Sam Madison      | LCB      | LCB      | Asante Samuel    |
| Corey Webster    | RCB      | RCB      | Ellis Hobbs      |
| James Butler     | SS       | SS       | Rodney Harrison  |
| Gibril Wilson    | FS       | FS       | James Sanders    |